# Sanofi Pasteur MSD
Sanofi Pasteur MSD war ein  Unternehmen, das sich ausschließlich auf die Herstellung und den Vertrieb von Impfstoffen in Europa spezialisiert hatte.
Gegründet wurde dieses Unternehmen im Jahr 1994 durch das französische Pharmaunternehmen Pasteur Mérieux Serums et Vaccins (damals Teil von Rhône-Poulenc, heute als Sanofi Pasteur Teil von Sanofi) und das amerikanische Pharmaunternehmen Merck & Co. Inc. (MSD). Es trug zunächst den Namen Pasteur Mérieux MSD. Die Anteilseigner besaßen jeweils 50 Prozent an Sanofi Pasteur MSD. Ziel des Unternehmens war, die Forschungs- und Entwicklungsprogramme im Impfstoffbereich auf die Bedürfnisse in Europa abzustimmen.
Diese Kooperation wurde allerdings Ende 2016 beendet. Seit Januar 2017 vertreiben MSD und Sanofi-Aventis ihre Impfstoffe jeweils wieder in Eigenregie.

## Hexavac
Sanofi Pasteur MSD hat den Sechsfach-Impfstoff Hexavac hergestellt. Er war Hauptbestandteil des österreichischen Kinder-Gratisimpfprogramms.